# بورانتسی
بورانتسی (به صربی: Boranci) یک منطقهٔ مسکونی در صربستان است که در بروس واقع شده‌است. بورانتسی ۴۵ نفر جمعیت دارد.